# Warren Jeffs
Warren Steed Jeffs, född 3 december 1955 i Sacramento, Kalifornien, var mellan 2002 och 2006 ledare för samfundet Fundamentalistiska Jesu Kristi Kyrka av Sista Dagars Heliga (FLDS). 

## Privatliv
Warren Jeffs blev ledare för FLDS efter att hans far Rulon Jeffs gick bort i en stroke 2002.. Som polygamist ska Jeffs enligt uppgift ha haft omkring 70 fruar, flera av dem minderåriga.[källa behövs]

## Arrestering, rättegångar och domar
Warren Jeffs greps och arresterades utanför Las Vegas den 29 augusti 2006, anklagad för incest och för att ha arrangerat giftermål mellan minderåriga flickor och äldre gifta män. Rättegången påbörjades i september 2007 och den 20 november 2007 dömdes Warren Jeffs i delstaten Utah till ett tioårigt fängelsestraff för medhjälp till våldtäkt i samband med att han ansågs ha tvingat en 14-årig flicka att gifta sig med sin 19-årige kusin. Den 27 september 2010 upphävde dock Högsta domstolen i Utah domen med krav på ny rättegång, då man funnit att juryn fått felaktiga instruktioner. 
Den rättegången kom inte till stånd. Istället blev Warren Jeffs kvar i häktet och han utlämnades till Texas den 30 november samma år. Där åtalades han och den 9 augusti 2011 dömdes Jeffs för sexuella övergrepp på två minderåriga flickor vid domstolen i San Angelo. Efter mindre än 30 minuters överläggning beslutade juryn att tilldöma Warren Jeffs livstids fängelse plus tjugo år att avtjänas i en följd, samt en bot om 10 000 USD.  

## Kuriosa
Karaktären Alby Grant i TV-serien Big Love, spelad av Matt Ross, är till viss del baserad på Warren Jeffs.[källa behövs]